# Акимов, Курбан Халикович
Курба́н Ха́ликович Аки́мов (лезг. Къурбан Гьакимов; род. 30 августа 1938, Микрах, Дагестанская АССР) — лезгинский писатель, прозаик, учёный, литературовед, общественный деятель. Автор очерков, рассказов, новелл и повестей. Кандидат педагогических наук, доктор филологических наук, профессор. Отличник народного просвещения РСФСР, Заслуженный учитель Республики Дагестан (1998). Народный писатель Дагестана (2022). Псевдоним — Хаким Курбан (лезг. Гьаким Къурбан).

## Биография
Курбан Акимов родился 30 августа 1938 года в селении Микрах Докузпаринского района Дагестанской АССР. Вырос в многодетной семье, где было 8 детей. Отец погиб на фронте. Вся тяжесть воспитания детей легла на плечи матери.
В 1958 году окончил школу в родном селе. В 1961 году окончил историко-филологический факультет Даггосуниверситета. После окончания университета Курбана Акимова рекомендовали в аспирантуру, но он пошёл работать в школу. В течение более 3 лет проработал учителем в школах Касумкентского (ныне Сулейман-Стальского) района в селениях Цмур, Ашага-Картас, затем директором Корчагской школы. Курбан Халикович отдавал свои знания детям не только в области русского языка, литературы, но и пропагандировал родную культуру и литературу, историю родного края и т. д. В 1980-е годы создал восемь исторических романов, охватывающие жизнь лезгинского народа в период с XV по XX век.
С 1964 года работает в Дагестанском научно-исследовательском институте педагогики им. А. Тахо-Годи (ДНИИП). Более 30 лет заведовал сектором родных литератур в этом институте. С 2014 года является главным научным сотрудником ДНИИП им. А. Тахо-Годи.
Курбан Акимов является основоположником методики дагестанской и лезгинской литератур, автором более 400 литературно-критических и научно-методических работ: статей, рецензий, программ, пособий, учебников, словарей и сборников, хрестоматий и монографий. Имеет звание профессора (2008), степени доктора филологических наук (2000) и кандидата педагогических наук.
Курбан Акимов пришёл в литературу в конце 1950-х годов. В январе 1958 года в республиканской лезгинской газете «Коммунист» опубликовал свой первый рассказ «Мать и дочь». В 1965 году в Дагкнигоиздате вышел первый сборник рассказов и новелл «Чудо». В последующие годы, издал 5 сборников рассказов, новелл и повестей. В своих рассказах Курбан Хакимов рассказывает о жизни и проблемах горного села, умеет подметить самое важное в людях.
С 1964 года Курбан Акимов исследует лезгинскую литературу и вопросы методики её преподавания в школе. Активно пропагандирует национальную литературу и культуру. В 1993 году в Махачкале открыл авторскую школу «Юный литератор». Учредил лезгинскую литературную газету «Шарвили». Организовал и вел первые лезгинские передачи на телевидении Дагестана «Голос Самура».
В разные годы Курбан Акимов удостоился правительственных наград и почетных званий: отличник народного просвещения РСФСР (1983 г.), заслуженный учитель Республики Дагестан (1998), ветеран труда. Он также является членом Союза лезгинских писателей (1990) и Союза писателей России (2001 или 2002).
19 сентября 2018 года в Национальной библиотеке им. Р. Гамзатова состоялась научная сессия, посвящённая 80-летию Курбана Халиковича Акимова. В работе научной сессии приняло участие более 150 человек, среди которых были писатели, поэты, учёные, а также любители дагестанской литературы.
Согласно Указу Главы Республики Дагестан №63 от 28 марта 2022 года лезгинскому писателю, ученому, литературоведу Курбану Акимову (псевдоним – Гьаким Къурбан) присвоено почетное звание «Народный писатель Дагестана». Звание присуждается авторам, создавшим выдающиеся, широко известные художественные произведения, значительные литературоведческие труды.

## Публикации
- Къилинж Къемер. Роман = Сабля-Кемер: роман / Хаким Курбан; ред. А. М. Фатахов. — Махачкала: Издательство ООО «Мавел», 2009. — 252 с.
- Гьай тахьай гьарай. Роман = Безответный зов: роман / Курбан Акимов; ред. А. Кардашов; худож. ред. М. Левченко. — Махачкала: Дагестанское книжное издательство, 2008. — 312 с.
- Ракъинин муг = Гнездо солнца: роман / Хаким Курбан; ред. М. Шихвердиев; худож. ред. В. Черемушкина. — Махачкала: Дагестанское книжное издательство, 1984. — 296 с.
- Яру мяден. Роман = Красный рудник: роман /Хаким Курбан; ред. М. Фатахов; худож. ред. М. Ш. Муталибов. — Махачкала: Дагучпедгиз, 1989. — 153 с.
- Свас = Невеста: повести / Курбан Акимов; ред. М. Шихвердиев; худож. ред. Е. Омельченко. — Махачкала: Дагестанское книжное издательство, 1969. — 104 с.
- Абдулбари Магьмудов уьмуьрдин ва яратмишунрин рехъ = Абдулбари Махмудов: жизненный и творческий путь: о писателе / Курбан Акимов; ред. А. Рамалданов. — Махачкала, 2000. — 48 с.
- Чан алай дагълар. Повестар = Живые горы: повести / Хаким Курбан; ред. М. Шихвердиев; худож. ред. М. Вегерчук. — Махачкала: Дагестанское книжное издательство, 1978. — 192 с.
- Къуй гьамиша рагъ хьурай. Новеллаяр ва повестар = Пусть всегда будет солнце!: новеллы и повести / Хаким Курбан: ред. М. Шихвердиев; худож. ред. В. Логачев. — Махачкала: Дагестанское книжное издательство, 1981. — 192 с.
- Хазинадин суракьда. Роман = В поисках сокровища: роман / Хаким Курбан; ред. А. М. Кардашов; худож. ред. Э. В. Лубьянов. — Махачкала: Дагестанское книжное издательство, 1993. — 336 с.
- Лацу марал. Повестар = Белый марал: повести / Хаким Курбан; ред. М. Шихвердиев; худож. ред. В. Логачев. — Махачкала: Дагестанское книжное издательство, 1975. — 142 с.
- Ирид чин алай хуьр. Роман = Село с семью лицами: роман / Хаким Курбан: ред. А. Кардашов; худож. ред. М. Левченко. — Махачкала: Дагестанское книжное издательство, 1997. — 264 с.